# Dassa
Dassa è un dipartimento del Burkina Faso classificato come comune, situato nella provincia  di Sanguié, facente parte della Regione del Centro-Ovest.
Il dipartimento si compone del capoluogo e di altri 6 villaggi: Bachicorepoun, Doh, Divolet, Farba, Markio e Nebia.